# Once Human (jeu vidéo)
Pour les articles homonymes, voir Once Human.
Once Human est un jeu de survie, gratuit, multijoueur, en monde ouvert, post-apocalyptique, à la troisième personne. Développé et publié par Starry Studio, une filiale de NetEase, le jeu est sorti le 9 juillet 2024.

## Système de jeu
Le gameplay de Once Human est un mélange de mécaniques de survie, de pillage et de tir, se déroulant dans une carte en monde ouvert partagée. Le joueur entre dans l'environnement et suit un didacticiel ainsi qu'une série de missions initiales, conçues pour lui apprendre à maîtriser les éléments de survie, débloquer les différents systèmes du jeu et faire progresser la narration.
Une fois que le joueur atteint le menu principal, il choisira le scénario auquel il souhaite jouer. Les scénarios sont des récits guidés par l'histoire. Une fois qu'un scénario est choisi, le joueur choisira le serveur qu'il souhaite rejoindre. Les serveurs ont une durée de vie limitée dans le temps et sont réinitialisés après l'expiration de cette période. Les joueurs peuvent choisir le serveur le plus récemment créé pour avoir plus de temps de jeu ou s'aventurer dans des serveurs plus anciens.
S'ils souhaitent être dans un serveur qui est ouvert depuis suffisamment longtemps pour débloquer du contenu temporel, comme les mémétiques, qui servent de compétences que le joueur peut choisir de débloquer avec des ciphers, obtenus en accomplissant des quêtes et en montant en niveau. Les personnages du joueur sont sauvegardés ainsi que les objets de haute qualité qui survivent dans un espace appartenant au joueur appelé Eternaland, une île isolée où un joueur peut stocker des objets de haute qualité, de l'équipement et des déviants, qui peuvent être emportés dans de nouveaux scénarios. Les joueurs sont limités dans la quantité d'objets qu'ils peuvent emporter dans un nouveau scénario en fonction de la rareté des objets. Dans Eternaland, le joueur peut construire tout ce qu'il a débloqué à l'aide de la poussière, un matériau créé à partir des objets dans les inventaires des joueurs qui ne sont pas autorisés à être transportés dans Eternaland.
Les éléments de survie du jeu incluent la collecte de ressources, la fabrication d'objets, la construction de bases, la gestion de la faim, la soif et la santé mentale. Le joueur doit manger et boire pour maintenir son niveau de faim et d'hydratation. Garder ces jauges au-dessus d'un certain seuil accorde au joueur divers bonus pour la santé, les dégâts, entre autres. Certains comportements, comme passer du temps prolongé dans des zones surnaturelles, diminuent la jauge de santé mentale, ce qui réduit à son tour la réserve maximale de santé du joueur. Le joueur doit consommer des ressources spécifiques pour restaurer sa jauge de santé mentale, ou bien se reposer dans un lit.
Le gameplay initial consiste principalement à collecter des ressources et des matériaux pour construire un camp de base, des armes et des munitions, afin d'explorer la carte et de participer à diverses missions principales, missions secondaires, activités et événements mondiaux. Les bastions sont de grandes zones sur la carte qui occupent des endroits spécifiques. Elles sont peuplées d'ennemis et renferment divers trésors et ressources. Chaque bastion a ses propres objectifs uniques à accomplir et son propre thème. Chaque bastion possède un ancrage de rift, qui, une fois activé, offre des récompenses et aide le joueur à progresser entre les batailles des monolithes.
Les batailles des monolithes sont des affrontements cruciaux que le joueur prépare en progressant dans l'histoire principale et en nettoyant les bastions dans chaque zone. Ce sont des combats de boss où le joueur doit accomplir des phases de bataille pour vaincre le Monolithe. Il y a actuellement trois boss Monolithes uniques. Les silos sont des donjons générés par instance qui peuplent le monde ouvert, avec plusieurs niveaux de difficulté. Les silos contiennent des ennemis basiques et des élites, ainsi qu'un mini-boss à la fin. Chaque silo offre des récompenses particulières et peut être répété pour farmer des ressources.

## Intrigue
Le joueur se réveille dans un futur apocalyptique avec de l'amnésie. Le monde a été détruit par un événement connu sous le nom de Starfall, où la pollution d'une substance extraterrestre appelée Stardust a provoqué la mutation de la plupart des êtres vivants en déviants violents. Un oiseau mystique appelé "V" informe le joueur qu'il est un Meta-Humain : un humain biologiquement amélioré capable de contrôler le Stardust. Ces Meta-Humains ont été créés par une entreprise nommée Rosetta, qui a provoqué le Starfall avec ses expériences imprudentes dans la quête de l'évolution humaine.
L'intrigue principale suit le Meta-Humain et V alors qu'ils découvrent les horreurs de Rosetta et affrontent les déviants créés par l'entreprise. Le monde est couvert de villes abandonnées que le joueur explore, collecte des objets et apprend sur le passé. Les joueurs peuvent collecter des déviants amicaux, appelés Deviants, qui peuvent les aider au combat ou collecter des ressources pour eux.

### La Voie de l'Hiver
En septembre 2024, la nouvelle extension : Way of Winter a été lancée en tant que nouveau scénario jouable. Ce scénario implique que le joueur rencontre à nouveau Mitsuko, l'une des premières métahumaines, à l'origine du nom des mayflies. Mitsuko informe le joueur que même si les monolithes ont été vaincus, elle ressent toujours une faiblesse dans les plans dimensionnels qui ne s'améliore pas. Elle remarque une présence à l'extérieur de sa maison à Eternaland et le joueur part enquêter.
Ils sont accueillis par une mystérieuse figure portant un masque d'opéra appelé Igna. Igna, dont le joueur peut voir qu'il est un métahumain car il a un bras carbonisé qui est clairement en cendres, est ravi de rencontrer le joueur et affirme qu'il savait que ce royaume existait mais qu'il n'était pas assez puissant pour y entrer jusqu'à présent. Igna tente de recruter le joueur à ses côtés mais la présence malveillante d'Igna fait décliner le joueur. Igna, déçu, s'en va et prévient le joueur de ne pas se mettre sur son chemin. Le joueur retourne à Mitsuko qui, en raison de l'énergie et du départ d'Igna, venait du nord glacial, une section de la carte auparavant verrouillée car considérée comme perdue et inhospitalière.
Mitsuko charge le joueur de se rendre au nord, qu'elle affirme être le dernier endroit où elle savait que son mentor s'était rendu avant de disparaître, et peut-être que le joueur pourra trouver de l'aide. Le joueur part donc vers le nord et se rend à la colonie la plus proche de son point de départ. Le joueur rencontre des membres de La Colonne, des survivants de l'Étoile Tombée qui luttent contre les Vultures et Rosetta depuis des années. Ils informent le joueur que les Vultures et Rosetta ont formé une alliance depuis que le nord a été coupé, et que les deux factions ont subi de lourdes pertes. Ils chargent le joueur d'enquêter sur la nature de leur alliance et de chercher leur leader, Roland, qui a disparu après une embuscade il n'y a pas longtemps.
Alors que le joueur élimine les bastions ennemis, il rencontre des élites Vultures améliorées par des métahumains et des déviants combattants ennemis. Le joueur finit par sauver quelques membres de la Colonne et apprend que Roland est en vie, et qu'il a été emmené à l'ouest, là où un volcan actif est entré en éruption des années auparavant, détruisant la plus grande colonie de l'ouest. Le joueur se rend à l'ouest et continue de nettoyer les bases ennemies jusqu'à ce qu'il découvre finalement Roland, vivant, mais avec un bras brûlé ressemblant à celui d'Igna. Roland affirme qu'il a été capturé volontairement pour en apprendre davantage sur Igna, qui est devenu le leader des Vultures et a convaincu Rosetta de les aider dans leur quête de créer/ressusciter les Anciens, de gigantesques déviants créés par les expériences de Rosetta et enfermés dans des dimensions de poche. Roland affirme qu'Igna a expérimenté sur lui en lui injectant quelque chose dans son bras de manière répétée.
Beaucoup sont morts dans cette expérience, mais Roland est le seul à avoir survécu. Le joueur découvre plus tard qu'au cours de sa jeunesse, Igna a acquis ses pouvoirs et considérait les déviations comme des biens. Sa famille rejeta ses croyances, ce qui poussa Igna à se révolter, provoquant l'éruption du volcan et dirigeant la lave en fusion vers le village, le détruisant et permettant aux déviations de s'y installer. Le joueur, accompagné de Roland, se rend à la base des Vultures pour confronter Igna, qui est sur le point d'éveiller son propre Ancien créé et refuse de se rendre.
Igna se jette dans la lave, provoquant l'éveil de sa création déviante, un Chaosweaver. Le Chaosweaver part en laissant les bases, tandis que le joueur peut entendre le rire lointain mais tonnerreux d'Igna. Roland informe le joueur qu'il n'y a rien qu'ils puissent faire et qu'ils doivent retourner à la Colonne pour réfléchir à leurs prochains mouvements. Le scénario continue alors que le joueur agrandit sa base, collecte de meilleurs matériaux et même crée une tour de contrôle capable de normaliser le temps, d'améliorer les terres environnantes et d'avoir la chance de combattre des Chaosweavers dans la nature.

## Accueil
Once Human a reçu des critiques "mitigées ou moyennes" selon le site de regroupement de critiques Metacritic. Justin Koreis d'IGN a attribué au jeu une note 'très bonne' de 8/10.
Le jeu a été populaire dès sa sortie, avec plus de 230 000 personnes jouant simultanément sur le service de jeux vidéo Steam. Les développeurs ont eu du mal à répondre à la demande, et les joueurs ont été forcés d'attendre dans des files d'attente avant de pouvoir entrer dans le jeu.
Le 16 août 2024, le jeu s'est classé 1er dans le classement « Meilleures ventes » sur Steam.